# Във влака
„Във влака“ е българска телевизионна новела (късометражен, драма) от 1971 година на режисьора Димитър Пунев, по сценарий на Станислав Друмешки. Оператор Стефан Кебапчиев, а художник е Методи Занов. .

## Актьорски състав
| Роля               | Изпълнител        |
| ------------------ | ----------------- |
| бременната         | Виолета Гиндева   |
| естрадната певица  | Латинка Петрова   |
| ухажорът-тимпанист | Иван Джамбазов    |
|                    | Северина Тенева   |
| бабата             | Пенка Василева    |
|                    | Сашо Симов        |
|                    | Стоян Стойчев     |
| дядото             | Герасим Младенов  |
|                    | Енчо Опълченски   |
| инженерът          | Светозар Неделчев |
|                    | Ангел Иванов      |
|                    | Стефан Костов     |
| лекарят            | Николай Дончев    |